# Oscar Alfredo López
Oscar Alfredo López (América, Buenos Aires, 20 de octubre de 1955) es un exjugador de fútbol argentino que se desempeñaba en la posición de guardameta. Formado en la cantera de Boca Juniors, ocupó el puesto de suplente de Hugo Gatti hasta su desvinculación del club a fines de 1980. Continuó su carrera en diversos equipos de su país, y llegó a jugar en 1985 en el club ecuatoriano 9 de Octubre, con el cual disputó la Copa Libertadores de ese año. Es padre del baloncestista Esteban López.

## Trayectoria

### Clubes
| Club                  | País      | Año       |
| --------------------- | --------- | --------- |
| Boca Juniors          | Argentina | 1975-1980 |
| Sarmiento de Junín    | Argentina | 1981      |
| Atlanta               | Argentina | 1982      |
| Ferro de General Pico | Argentina | 1983-1984 |
| Huracán               | Argentina | 1984      |
| 9 de Octubre          | Ecuador   | 1985      |
| Ferro de General Pico | Argentina | 1986-1989 |
| Temperley             | Argentina | 1989      |